# Дауров Сослан Тамазович
Сослан Тамазович Дауров (біл. Даураў Саслан Тамазавіч, ос. Дауыраты Тамазы фырт Сослан; нар. 15 січня 1991, Владикавказ) — білоруський борець греко-римського стилю осетинського походження, бронзовий призер чемпіонату Європи, срібний та бронзовий призер Європейських ігор, учасник Олімпійських ігор. Майстер спорту міжнародного класу з греко-римської боротьби.

## Життєпис
Народився у Владикавказі. У дитинстві захоплювався різними видами спорту. Боротьбою почав займатися з 2000 року. У 2011 році виступив у складі юніорської збірної Росії на чемпіонаті Європи, але невдало (посів 11 місце). З 2013 року почав виступати за збірну Білорусі. У 2015 році став першим спортсменом, що приніс нагороду Європейських ігор для Білорусі (здобув срібну медаль).
З 2012 року тренується під керівництвом В'ячеслава Максимовича.

## Спортивні результати на міжнародних змаганнях

### Виступи на Олімпіадах
| Змагання                    | Збірна   | Вагова категорія                 | Місце |
| --------------------------- | -------- | -------------------------------- | ----- |
| Літні Олімпійські ігри 2016 | Білорусь | греко-римська боротьба, до 59 кг | 15    |

### Виступи на Чемпіонатах світу
| Змагання                        | Збірна   | Вагова категорія                 | Місце |
| ------------------------------- | -------- | -------------------------------- | ----- |
| Чемпіонат світу з боротьби 2015 | Білорусь | греко-римська боротьба, до 59 кг | 5     |
| Чемпіонат світу з боротьби 2017 | Білорусь | греко-римська боротьба, до 66 кг | 25    |
| Чемпіонат світу з боротьби 2018 | Білорусь | греко-римська боротьба, до 63 кг | 21    |
| Чемпіонат світу з боротьби 2019 | Білорусь | греко-римська боротьба, до 67 кг | 25    |

### Виступи на Чемпіонатах Європи
| Змагання                         | Збірна   | Вагова категорія                 | Місце  |
| -------------------------------- | -------- | -------------------------------- | ------ |
| Чемпіонат Європи з боротьби 2014 | Білорусь | греко-римська боротьба, до 59 кг | 9      |
| Чемпіонат Європи з боротьби 2016 | Білорусь | греко-римська боротьба, до 59 кг | 10     |
| Чемпіонат Європи з боротьби 2017 | Білорусь | греко-римська боротьба, до 66 кг | Бронза |
| Чемпіонат Європи з боротьби 2018 | Білорусь | греко-римська боротьба, до 67 кг | 17     |

### Виступи на Європейських іграх
| Змагання              | Збірна   | Вагова категорія                 | Місце  |
| --------------------- | -------- | -------------------------------- | ------ |
| Європейські ігри 2015 | Білорусь | греко-римська боротьба, до 59 кг | Срібло |
| Європейські ігри 2019 | Білорусь | греко-римська боротьба, до 67 кг | Бронза |

### Виступи на інших змаганнях
| Змагання                                        | Збірна   | Вагова категорія                 | Місце  |
| ----------------------------------------------- | -------- | -------------------------------- | ------ |
| Кубок Владислава Пітласинські 2013              | Білорусь | греко-римська боротьба, до 60 кг | 29     |
| Кубок Президента Казахстану з боротьби 2013     | Білорусь | греко-римська боротьба, до 60 кг | Срібло |
| Турнір Івана Піддубного 2014                    | Білорусь | греко-римська боротьба, до 59 кг | 31     |
| Турнір Вехбі Емре 2014                          | Білорусь | греко-римська боротьба, до 59 кг | Срібло |
| Гран-прі Німеччини з боротьби 2014              | Білорусь | греко-римська боротьба, до 59 кг | 7      |
| Кубок Владислава Пітласинські 2014              | Білорусь | греко-римська боротьба, до 59 кг | Бронза |
| Меморіал Олега Караваєва 2014                   | Білорусь | греко-римська боротьба, до 59 кг | Срібло |
| Гран-прі FILA 2015                              | Білорусь | греко-римська боротьба, до 59 кг | 18     |
| Турнір Вехбі Емре і Гаміта Каплана 2015         | Білорусь | греко-римська боротьба, до 59 кг | 5      |
| Кубок Владислава Пітласинські 2015              | Білорусь | греко-римська боротьба, до 59 кг | 7      |
| Меморіал Олега Караваєва 2015                   | Білорусь | греко-римська боротьба, до 59 кг | Срібло |
| Золотий Гран-прі з боротьби 2015                | Білорусь | греко-римська боротьба, до 59 кг | 9      |
| Гран-прі Угорщини з боротьби 2016               | Білорусь | греко-римська боротьба, до 66 кг | 21     |
| Кубок Владислава Пітласинські 2016              | Білорусь | греко-римська боротьба, до 59 кг | Бронза |
| Чемпіонат світу з боротьби серед студентів 2016 | Білорусь | греко-римська боротьба, до 66 кг | Срібло |
| Меморіал Олега Караваєва 2016                   | Білорусь | команда                          | Золото |
| Клубний чемпіонат світу з боротьби 2016         | Білорусь | команда                          | 9      |
| Турнір Вехбі Емре і Гаміта Каплана 2017         | Білорусь | греко-римська боротьба, до 66 кг | Срібло |
| Гран-прі Угорщини з боротьби 2017               | Білорусь | греко-римська боротьба, до 66 кг | 5      |
| Кубок Владислава Пітласинські 2017              | Білорусь | греко-римська боротьба, до 66 кг | Срібло |
| Меморіал Олега Караваєва 2017                   | Білорусь | команда                          | Золото |
| Гран-прі Загреба з боротьби 2018                | Білорусь | греко-римська боротьба, до 67 кг | 11     |
| Меморіал Кристьяна Палусалу 2018                | Білорусь | греко-римська боротьба, до 67 кг | 5      |
| Гран-прі Німеччини з боротьби 2018              | Білорусь | греко-римська боротьба, до 63 кг | Бронза |
| Меморіал Олега Караваєва 2018                   | Білорусь | греко-римська боротьба, до 63 кг | Бронза |
| Турнір Вехбі Емре і Гаміта Каплана 2019         | Білорусь | греко-римська боротьба, до 67 кг | 17     |
| Гран-прі Угорщини з боротьби 2019               | Білорусь | греко-римська боротьба, до 67 кг | 5      |
| Меморіал Олега Караваєва 2019                   | Білорусь | греко-римська боротьба, до 67 кг | 8      |

### Виступи на змаганнях молодших вікових груп
| Змагання                                       | Збірна | Вагова категорія                 | Місце |
| ---------------------------------------------- | ------ | -------------------------------- | ----- |
| Чемпіонат Європи з боротьби серед юніорів 2011 | Росія  | греко-римська боротьба, до 55 кг | 11    |